# Tercera División Grupo 14
De Tercera División RFEF Grupo 14 is een van de regionale divisies van de Tercera División RFEF, de vijfde voetbaldivisie van Spanje. Het is de eerste divisie in de regio Extremadura en de Tercera División Grupo 14 bevindt zich in dat opzicht onder de Segunda División RFEF en boven de Regional Preferente de Extremadura.

## Opzet
Er zijn 20 clubs die in een competitie tegen elkaar uitkomen. De kampioen promoveert automatisch en de nummers 2 t/m 5 spelen play-offs om één plaats in de Segunda División RFEF. De nummers 18, 19 en 20 dalen af naar de Preferente.
Aceuchal CF ·
Arroyo CP ·
CD Azuaga ·
CP Cacereño ·
CD Calamonte ·
CF Campanario ·
CP Chinato ·
CD Coria ·
CD Diocesano ·
Extremadura UD B·
UD Fuente de Cantos ·
Jerez CF · 
AD Llerenense ·
AD Lobón ·
CD Miajadas ·
UD Montijo ·
Moralo CP ·
CP Olivenza · 
UP Plasencia · 
CF Trujillo ·
CP Valdivia ·
CP Racing Valverdeño